# دوغلاس كوتينهو
دوغلاس كوتينهو (بالبرتغالية: Douglas Coutinho‏) (8 فبراير 1994 بفولتا ريدوندا في البرازيل - ) هو لاعب كرة قدم برازيلي في مركز الهجوم. لعب مع أتلتيكو باراناينسي ونادي كروزيرو.

## روابط خارجية
- دوغلاس كوتينهو على موقع دوري كوريا الجنوبية (الإنجليزية)
- دوغلاس كوتينهو على موقع قاعدة بيانات كرة القدم.إي يو (الإنجليزية)
- دوغلاس كوتينهو على موقع Soccerway.com (الإنجليزية)
- دوغلاس كوتينهو على موقع عالم كرة القدم.نت (الإنجليزية)
- دوغلاس كوتينهو على موقع AS.com (الإسبانية)